# Фергюсон, Джейсон
Дже́йсон Фе́ргюсон (англ. Jason Ferguson, род. 31 мая 1969 года) — английский бывший профессиональный игрок в снукер. С 1999 по 2003 годы был в совете директоров WPBSA, с 2001 по 2003 год был председателем этой организации. В мае 2010 года возвратился в совет директоров, а в июле во второй раз был назначен председателем World Snooker. Одновременно с этим Фергюсон в качестве представителя WPBSA вошёл в совет директоров компании «World Snooker Limited», возглавляемую теперь Барри Хирном, которая обладает всеми коммерческими правами в мировом снукере.

## Карьера
Стал профессионалом в 1990 году. В 1992 впервые вышел в основную стадию чемпионата мира, но проиграл в 1/16-й Нилу Фудсу со счётом 8:10. В 1992 и 1994 годах Фергюсон достигал 1/8 финала чемпионата Британии, а в 1998 — Гран-при. В том же году он в третий раз (после турнира 1996 года) вышел в 1/16 мирового первенства, но уступил 8:10 будущему победителю турнира Джону Хиггинсу. Кроме всего этого, Джейсон ещё несколько раз достигал 1/8 финала различных рейтинговых турниров, но ни разу не добирался даже до четвертьфинала. Высший рейтинг Фергюсона — 28-й — был в сезоне 1994/95. Свой высший брейк он сделал на турнире Benson & Hedges Championship 1998 года.